# Orimba fassli
Orimba fassli is een vlinder uit de familie van de prachtvlinders (Riodinidae). De wetenschappelijke naam van de soort is voor het eerst geldig gepubliceerd in 1920 door Adalbert Seitz.